# Ocotea polyantha
Ocotea polyantha är en lagerväxtart som beskrevs av Carl Friedrich Philipp von Martius och Christian Gottfried Daniel Nees von Esenbeck. Ocotea polyantha ingår i släktet Ocotea och familjen lagerväxter. Inga underarter finns listade i Catalogue of Life.